# Vidhana Soudha

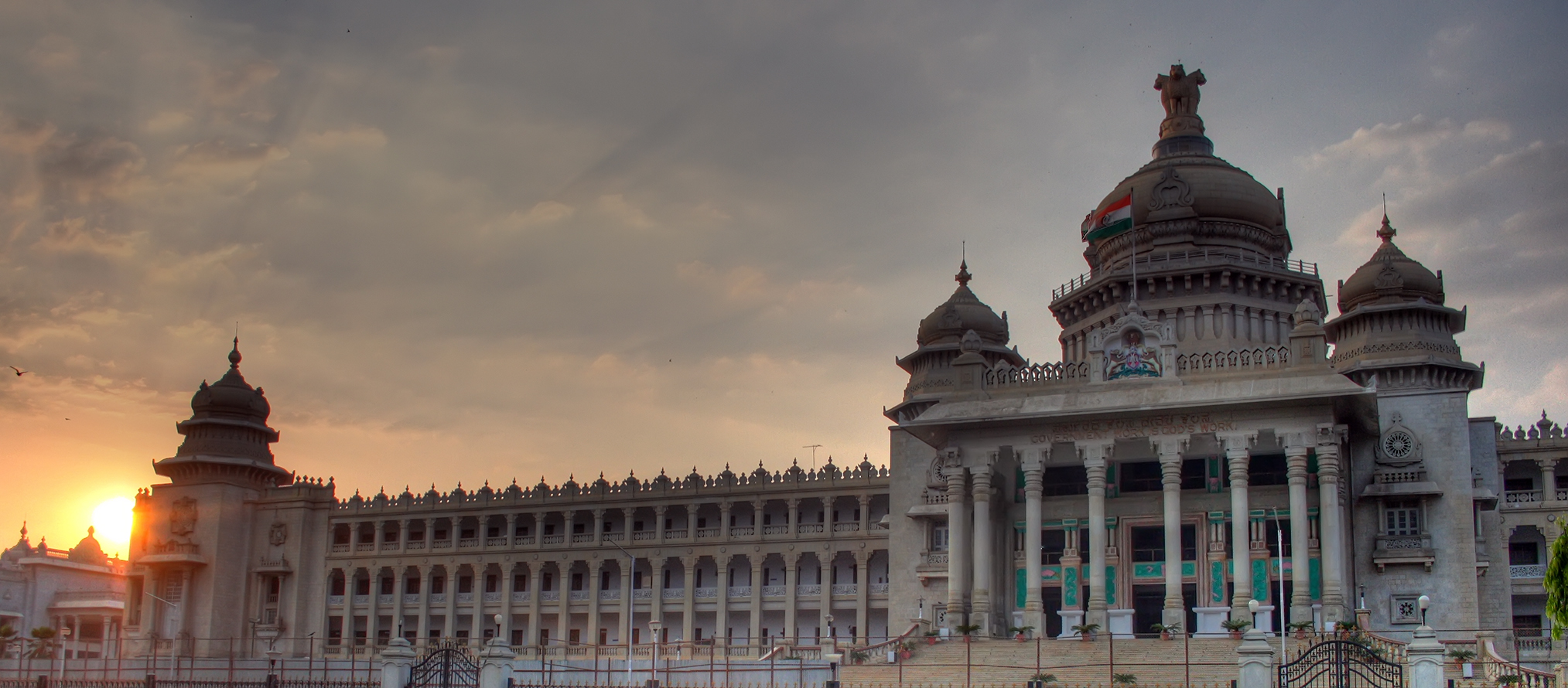
Façade du Vidhana Soudha.

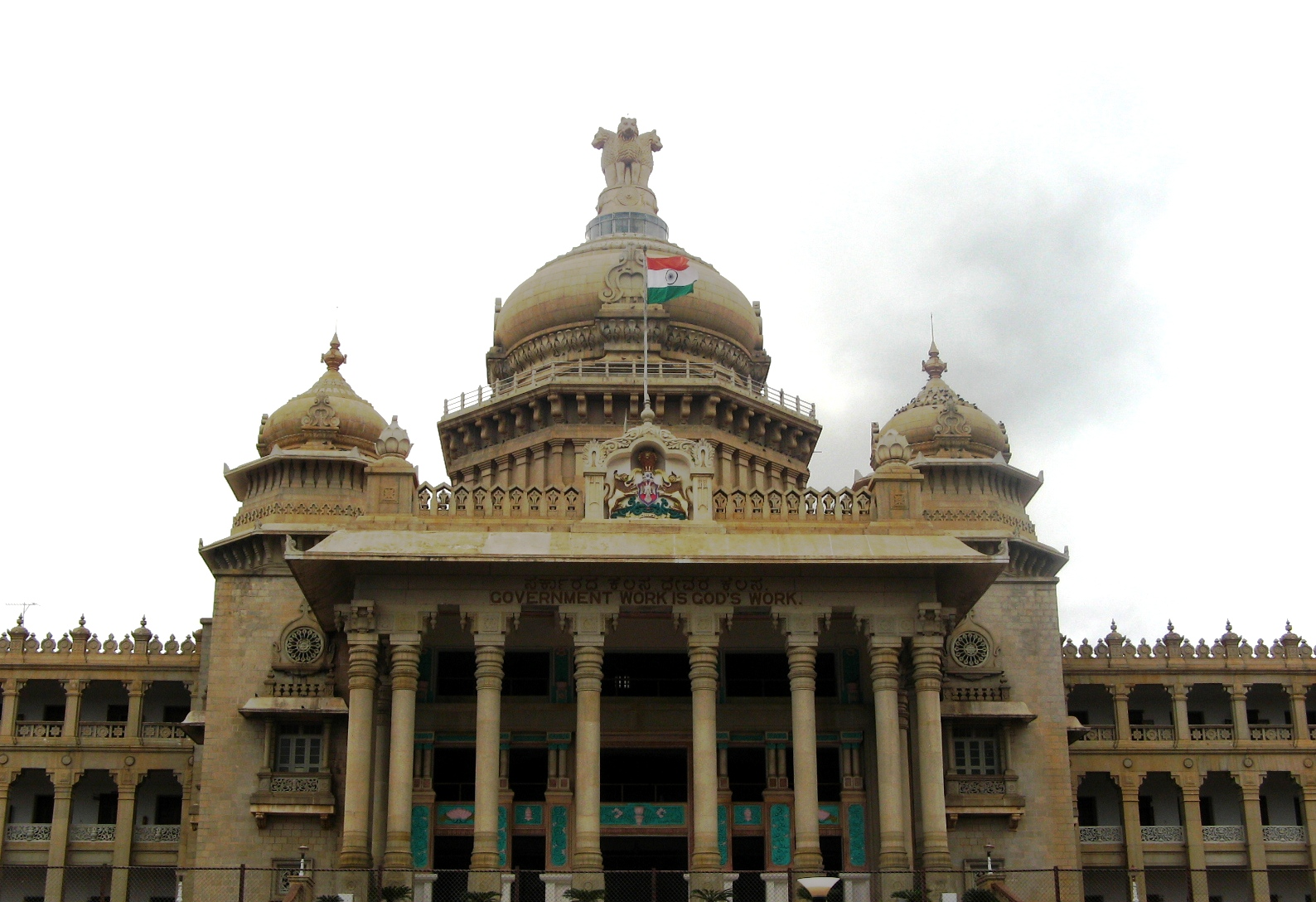
Coupole et perron.

Le Vidhana Soudha (« Chambre législative ») est le siège du pouvoir législatif de l'État du Karnataka, situé à Bangalore.

## Situation
Il s'élève au centre de Bangalore, le long de Dr Ambekar road qui le sépare de l'Attara Kacheri, siège de la Haute Cour de justice du Karnataka, et du parc Cubbon. Avec une longueur de 213 mètres, il est l'un des bâtiments gouvernementaux les plus imposants d'Inde. 

## Histoire
À l'époque de l'État princier de Mysore, les deux chambres de son parlement siègent à l'hôtel de ville de Bangalore. Après l'indépendance de l'Inde en 1947, elles sont installées dans l'Attara Kacheri.
La nécessité de disposer de plus de place pour l'Assemblée législative amène le gouvernement du Mysore, dirigé par le ministre en chef K. C. Reddy, à décider de la construction d'un nouvel édifice dont la première pierre est posée par le Premier ministre Jawaharlal Nehru le 13 juillet 1951. Kengal Hanumanthaiah, qui succède à Reddy en 1952, ordonne une modification des plans afin que le nouveau projet reflète l'art traditionnel de Mysore.
Près de 5 000 ouvriers dont des maçons et des sculpteurs sur bois participent au chantier. La majorité des travailleurs non qualifiés sont des prisonniers qui vont recouvrir leur liberté à la fin des travaux.

## Architecture
Construit dans un style néo-dravidien, il incorpore des éléments d'architecture anglo-indienne, du Rajasthan Jharokha et de styles Dravidiens. 
L'architecture du bâtiment comprend des colonnes avec bases et chapiteaux richement sculptés, des frises profondes, des corniches kapotha, des arches chaithya, des coupoles. La construction est basée sur des conceptions modernes, utilisant des matériaux comme l'acier, le béton renforcé de fibres, le ciment de verre, etc.
L'une des caractéristiques intéressantes de ce bâtiment est le grand escalier de sa façade. Composé de 45 marches, il mesure 62 m de largeur pour 21 m de profondeur. Un perron avec douze colonnes de 12 m constitue son sommet. Il donne un accès direct au hall d'accueil du premier étage menant à la chambre de l'Assemblée.
Le dôme central de 18 m de diamètre soutenu par huit piliers. Le lotus et les motifs floraux ont été créés par des ciseleurs des districts de Sagara et Sorabha. Ils se sont assurés que chaque motif est unique. Alors que les gopurams ou dômes ont été inspirés des temples, les jharokas ou balcons sont de style rajasthani.
La salle de réunion du Cabinet (sachiva samputa) sur l'aile ouest au troisième étage est décorée de bois de santal finement sculpté.
De forme rectangulaire, le Vidhana Soudha mesure environ 213 m de l'aile nord a l'aile sud et 107 m de l'aile est a l'aile ouest. L'intérieur se compose d'une aile centrale nord/sud et de deux cours intérieures ouvertes et carrées d'environ 70 × 70 m chacune.
L'aile nord se compose d'un rez-de-chaussée et de trois étages et mesure 19 m de haut, tandis que l'aile sud mesure 22 m de haut. 
L'aile centrale avec sa salle de réception au rez-de-chaussée et l'Assemblée législative à l'étage mesure 34 m de haut.
Sur le fronton de l'entrée principale on peut lire la devise en anglais : Government's Work is God's Work (« L'œuvre du gouvernement est l'œuvre de Dieu »).